# 舍夫琴卡 (塔拉拉伊夫卡區)
50°42′1″N 33°7′46″E / 50.70028°N 33.12944°E
舍夫琴卡（烏克蘭語：Шевченка），是烏克蘭北部的村莊，隸屬切爾尼希夫州的普里盧基區。該村面積0.27平方公里，海拔高度151米，2001年人口19，人口密度每平方公里71.2人。